# La Flèche Wallonne 2010
La Flèche Wallonne 2010 var den 74. udgave af cykelløbet La Flèche Wallonne. Det blev arrangeret 21. april 2010.

## Hold
25 hold blev inviteret til løbet, 17 af de 18 ProTour-hold og 8 professionelle kontinentalhold.
| ProTour-hold | Professionelle kontinentalhold |
| --- | --- |
| - AG2R La Mondiale - Astana - Caisse d'Epargne - Euskaltel-Euskadi - Française des Jeux - Garmin-Transitions - Team HTC-Columbia - Katusha - Lampre-Farnese Vini - Liquigas-Doimo - Team Milram - Omega Pharma-Lotto - Quick Step - Rabobank - Team RadioShack - Team Saxo Bank - Team Sky | - Acqua & Sapone - Androni Giocattoli - Bbox Bouygues Télécom - BMC Racing Team - Cervélo TestTeam - Cofidis - Landbouwkrediet - Topsport Vlaanderen-Mercator |

## Resultater
|    | Rytter             | Hold                | Tid     |
| -- | ------------------ | ------------------- | ------- |
| 1  | Cadel Evans        | BMC Racing Team     | 4:29.24 |
| 2  | Joaquim Rodríguez  | Katusha             | + 0.00  |
| 3  | Alberto Contador   | Astana              | + 0.00  |
| 4  | Igor Antón         | Euskaltel-Euskadi   | + 0.06  |
| 5  | Damiano Cunego     | Lampre-Farnese Vini | + 0.09  |
| 6  | Philippe Gilbert   | Omega Pharma-Lotto  | + 0.11  |
| 7  | Chris Horner       | Team RadioShack     | + 0.11  |
| 8  | Alejandro Valverde | Caisse d'Epargne    | + 0.11  |
| 9  | Andy Schleck       | Team Saxo Bank      | + 0.11  |
| 10 | Ryder Hesjedal     | Garmin-Transitions  | + 0.11  |

## Ekstern henvisning
- Officiel side